# Seven (álbum de Bob Seger)
Seven es el séptimo álbum de estudio del cantautor estadounidense Bob Seger. Fue publicado en abril de 1974 a través del sello discográfico Palladium/Reprise Records.

## Recepción de la crítica
Un escritor no especificado de Record World comentó: “El estilo individual de este vocalista sexy complacerá y atraerá a más fanáticos con su último lanzamiento”. Un escritor no especificado de Billboard escribió: “Seger engaña porque logra combinar su sencilla fórmula de rock con un trabajo de guitarra excepcionalmente fino y palabras que riman, pero no simplemente por rimar”.

## Lista de canciones
Todas las canciones escritas y compuestas por Bob Seger.
Lado uno
1. «Get Out of Denver» – 2:42
2. «Long Song Comin'» – 4:26
3. «Need Ya» – 3:20
4. «School Teacher» – 2:43
5. «Cross of Gold» – 2:20

Lado dos
1. «UMC (Upper Middle Class)» – 3:12
2. «Seen a Lot of Floors» – 2:57
3. «20 Years from Now» – 4:30
4. «All Your Love» – 4:27

## Créditos y personal
Créditos adaptados desde las notas de álbum de Seven.
Silver Bullet Band
- Bob Seger – voces, guitarra
- Drew Abbott – guitarra líder
- Chris Campbell – bajo eléctrico
- Rick Manasa – órgano, piano
- Charlie Martin – batería

Músicos adicionales
- David Briggs – piano en «Get Out of Denver», «Long Song Comin'», «Need Ya», «Seen a Lot of Floors» y «20 Years from Now»
- Tommy Cogbill – bajo eléctrico en «Get Out of Denver», «Long Song Comin'», «Need Ya», «Seen a Lot of Floors» y «20 Years from Now»
- Kenny Buttrey – batería en «Get Out of Denver», «Long Song Comin'», «Need Ya», «Seen a Lot of Floors» y «20 Years from Now»
- Bill Meuller – guitarra líder en «School Teacher»
- Randy Meyers – batería en «School Teacher»
- Charlie McCoy – guitarra rítmica en «Get Out of Denver» y «Need Ya»
- Jimmy McCarty – guitarra líder en «Get Out of Denver» y «Seen a Lot of Floors», slide guitar en «Need Ya»
- Bobby Woods – piano en «20 Years from Now»
- John Harris – órgano en «20 Years from Now»
- Dave Doran – guitarra líder en «Long Song Comin'»
- Tom Cartmell – saxofón en «Long Song Comin'» y «Seen a Lot of Floors»
- Robin Robins – Mellotron en «All Your Love»

Personal técnico
- Punch Andrews – productor
- Bob Seger – productor
- Gene Eichelberger – ingeniero de audio
- Jim Bruzzese – ingeniero de audio
- George Patak – ingeniero de audio
- Mylon Bogden – ingeniero de audio
- Thomas Weschler – diseño, fotografía
- S. Sparling – fotografía